# Rivarolo Mantovano
Rivarolo Mantovano är en ort och kommun i provinsen Mantua i regionen Lombardiet i Italien. Kommunen hade 2 532 invånare (2018).